# Knolglanshaver
Knolglanshaver  (Arrhenatherum elatius subsp. bulbosum, synoniem: Arrhenatherum tuberosum) is een wilde plant uit de grassenfamilie (Poaceae). Knolglanshaver staat op de  Nederlandse Rode Lijst van planten als zeldzaam tot zeer zeldzaam. Het aantal chromosomen is 2n=28.
Knolglanshaver onderscheidt zich van gewone glanshaver door de knollen aan de stengelvoet.

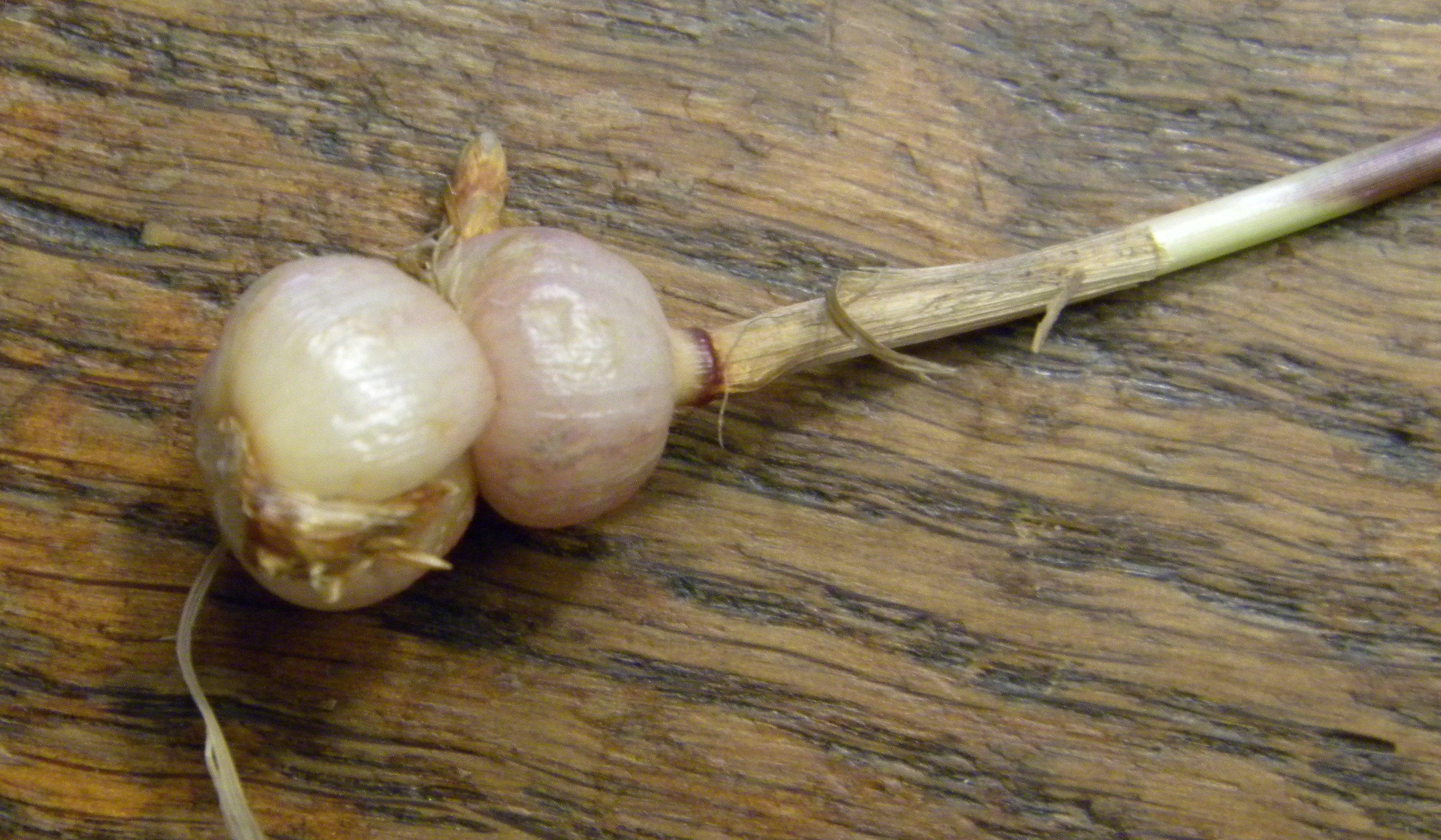
Knollen

Het is een forse grassoort met een hoogte van maximaal 1,5 m. De stengels zijn glad en glanzend. Knolglanshaver onderscheidt zich van zachte haver (Helictotrichon pubescens) door de in knop gerolde, geribde bladeren en de knollen aan de stengelvoet. Bij zachte haver is in dit stadium het blad gevouwen en ongeribd.
Het blad is lichtgroen en de onderste bladeren zijn gewoonlijk lichtbehaard. Elk blad heeft een lengte van maximaal 40 cm. Het tongetje (ligula) is tot 3 mm lang en aan het einde afgerond.
Er is een grote variatie tussen de aartjes in aantal bloemen, genaaldheid en geslachtsverdeling. In het algemeen is het aartje tot 11 mm lang en bevat het meestal twee bloempjes. Ook kunnen tot vier bloempjes voorkomen. Het onderste bloempje is mannelijk en heeft een knievormige rugnaald. Het bovenste bloempje is tweeslachtig en heeft meestal een korte of helemaal geen kafnaald. Het binnenste kroonkafje (palea) is klein, dun en vliezig. Het buitenste kroonkafje (lemma) is stevig, groot en groen. De aartjes zijn eerst glanzend groen en worden later bruin of purperkleurig. De 10-30 cm lange pluim is vroeg in het seizoen rechtopstaand, maar spreidt zich later uit. De vrucht is een graanvrucht.
Knolglanshaver bloeit van mei tot september.

## Voorkomen
Knolglanshaver groeit op zandige locaties in het midden en zuiden van Nederland: vaak op omgewerkte bodems zoals spoordijken en akkerranden. In de 20ste eeuw is zij voornamelijk aan de binnen duinrand, langs het IJsselmeer en Zuid-Limburg gevonden. Tegenwoordig vormen de binnenlandse zandgronden van Gelderland, Brabant en Limburg het belangrijkste verspreidingsgebied. Knolglanshaver lijkt zeer zeldzaam te zijn, maar geheel zeker is dat niet omdat er weinig naar is gezocht. De knolletjes onder aan de stengel van knolglanshaver zijn - voor zover bekend - het enige verschil met gewone glanshaver. Buiten het oorspronkelijke verspreidingsgebied (Europa en Azië) treedt knolglanshaver op als invasieve exoot in akkers en natuurlijke graslanden.